# To Drive the Cold Winter Away
To Drive The Cold Winter Away är den kanadensiska sångerskan Loreena McKennitts andra, egenproducerade album. Spåren är traditionella, mindre kända vinter- och julsånger inspelade på plats med sparsamma arrangemang i kyrkor och hallar: The Church Of Our Lady, Guelph, Ontario, och, på Irland, en benediktinsk katedral och The Tyrone Guthrie Centre i Annaghmakerrig.

## Skivspår
1. "In Praise Of Christmas"
2. "The Seasons"
3. "The King"
4. "Banquet Hall"
5. "Snow"
6. "balulalow"
7. "Let Us The Infant Greet"
8. "The Wexford Carol"
9. "The Stockford Carol"
10. "Let All That Are To Mirth Inclined"